# شهرستان جیانگهواپو
شهرستان جیانگهواپو (به لاتین: Jinghuapu Township) یک شهرک در جمهوری خلق چین است که در Ningxiang City واقع شده‌است. شهرستان جیانگهواپو ۶۵٫۸ کیلومتر مربع مساحت و ۳٫۲ نفر جمعیت دارد.